# Kościół św. Anny w Nowej Rudzie
Kościół świętej Anny – rzymskokatolicki kościół filialny należący do parafii św. Mikołaja. Znajduje się na Górze Świętej Anny w dzielnicy Centrum.

## Historia
Kościół został wybudowany w 1644 roku jako kaplica pątnicza. Świątynia została rozbudowana w latach 1662–1665, w latach 70. XX wieku przeprowadzono ostatni remont.
Od 1665 roku było organizowane w świątyni ludowe święto patronki góry. Tradycja została zachowana do 1917 roku. Przy świątyni od 1665 roku zaczęli się osiedlać pustelnicy. Do 1919 roku ich liczba wzrosła do piętnastu. W 1812 roku w tym miejscu złożył wizytę król pruski Fryderyk Wilhelm III.  

## Architektura
Jest to barokowa świątynia wzniesiona na planie wydłużonego ośmiokąta z dostawioną z przodu kruchtą oraz prezbiterium i domkiem pustelnika od tyłu. Kościół jest nakryty dachem wielospadowym, ze smukłą sygnaturką na kalenicy. W kościele znajduje się drewniana figurka św. Anny Samotrzeciej z 1495 roku. Wyposażenie świątyni pochodzi w większości z XVIII wieku.

W okresie letnim świątynia jest miejscem ożywionego kultu religijnego.